# Рушберг
Рушберг (њем. Ruschberg) општина је у њемачкој савезној држави Рајна-Палатинат. Једно је од 96 општинских средишта округа Биркенфелд. Према процјени из 2010. у општини је живјело 839 становника. Посједује регионалну шифру (AGS) 7134075.

## Географски и демографски подаци
Рушберг се налази у савезној држави Рајна-Палатинат у округу Биркенфелд. Општина се налази на надморској висини од 410 метара. Површина општине износи 7,4 km². У самом мјесту је, према процјени из 2010. године, живјело 839 становника. Просјечна густина становништва износи 113 становника/km².